# アデライード・ダンジュー
アデライード・ダンジュー（Adélaïde d'Anjou）またはアデライード＝ブランシュ・ダンジュー（Adélaïde-Blanche d'Anjou, 940年頃 - 1026年）は、ジェヴォーダン副伯およびフォレ伯夫人、トゥールーズ伯夫人、プロヴァンス伯妃、ブルゴーニュ伯妃、およびアキテーヌ王妃。960年代には息子が幼年の間ジェヴォーダン摂政となり、994年から999年までは義理の息子が幼年の間プロヴァンス摂政となった。

## 生涯
アンジュー伯フルク2世と妻ジェルベルジュの間4人生まれた子の第三子長女であり、ジョフロワ1世の姉妹にあたる。その5度の結婚はアンジュー家の財産の増大につながった。アンジュー家は当時権力を拡大させつつあり、アンジェルジェ家の3世代目として、アデライード＝ブランシュは西フランクの高い身分の古い家柄と婚姻関係を結ぶことができた。
最初の結婚は東アキテーヌの有力な貴族ジェヴォーダンおよびフォレ副伯エティエンヌとであった。アデライードは当時15歳ほどであり、エティエンヌはそれよりかなり年上であった。それでも、2人の間には少なくとも3人の子が生まれた。エティエンヌは960年代初頭に死去し、エティエンヌの死後、息子ギヨーム、ポンス、ベルトランの摂政として領地を支配した。アデライードは2人の息子が自ら統治できるようになるまでジェヴォーダンおよびフォレを統治した。さらに、975年の長子ギヨームの死後は、その幼い息子エティエンヌを育てた。兄弟のギー（またはグイード2世）は、975年に地元の反対の中ル・ピュイ司教となったが、ギーの求めに応じ、ル＝ピュイにおける「神の平和」運動を確立させるため、アデライードは息子ギーとベルトランにかわって軍を率いてギーに協力した。
982年に、2度目の夫トゥールーズ伯レーモン（5世）と死別したアデライードは西フランク王ロテールの子ルイ（後の西フランク王ルイ5世）と結婚した。二人はブリウドでアデライードの兄弟ギーによりアキテーヌ王及び王妃として戴冠した。二人の仲はうまくいかず、この結婚は1年しか続かなかった。二人は年齢差も大きく、ルイは15歳でアデライードは40歳を超えていた。アデライードはロテール王との間が不安定な状況にあると感じたが、プロヴァンス伯ギヨーム1世により救われ、二人は984年頃結婚した。プロヴァンス伯ギヨームはアヴィニョンで修道士となってまもなく994年に死去した。
1010年、フランス王ロベール2世は前妃であり愛人のベルト・ド・ブルゴーニュと再婚するため、三度目の妃でアデライードとプロヴァンス伯ギヨーム1世との間の娘コンスタンス・ダルルとの婚姻無効の許可を得るためベルトの息子ブロワ伯ウード2世とローマに赴いた。教皇セルギウス4世はアデライードの甥にあたるアンジュー伯フルク3世と親しく、この婚姻の解消を許さず、またモンマジュール修道院の領地の統治に関するアデライードの主張を支持した。
パースにおけるそれらの領地はプロヴァンス伯ギヨーム1世とその妻アデライードにより寄付されたものと、ギヨームの父ボソにより寄付されたものであった。これらの領地に関する論争はヌヴォロン（Nevolong）家の4兄弟が起こしたものであったが、教皇セルギウスはもしこの要求を取り下げなければ破門すると脅した。この要求は取り下げられ、領地は息子プロヴァンス伯ギヨーム2世の摂政であったアデライードの支配下にとどまった。

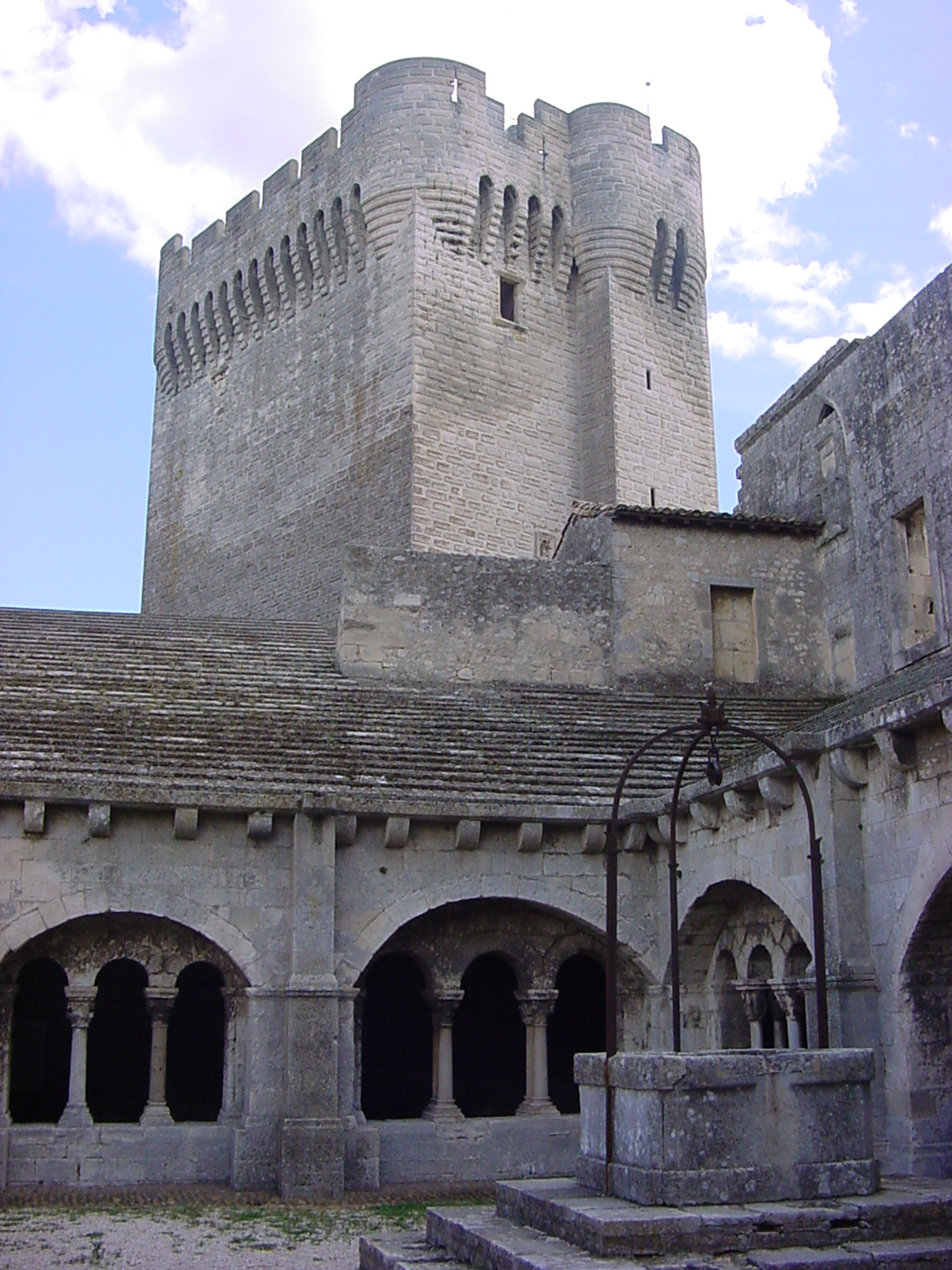
アデライードの墓があるモンマジュール修道院

最後にブルゴーニュ伯オット＝ギヨームと5度目の結婚をした。
オット＝ギヨームは1026年9月21日に死去し。アデライード＝ブランシュも1026年に86歳位で死去した。アデライードの没年についてアヴィニョン近くにあるサンタンドレ修道院の僧アルノーが記録していることから、アデライードの死去した地はおそらくアヴィニョンであると考えられる。アデライードはアルル近くのモンマジュール修道院に葬られたが、そこは当時プロヴァンス伯家の墓地であったと考えられる。

## 結婚と子女
最初に、955年頃、ジェヴォーダン副伯エティエンヌ（Étienne de Gévaudan）と結婚し、以下の子女をもうけた。
- ギヨーム（955年頃 – 975年）[6]
- ポンス（? - 1011年2月26日以降） - ジェヴォーダンおよびフォレ伯[16]
- ベルトラン - ジェヴォーダン伯[16]
- アルモディス（本名不詳、他言語版 ではエルマンガルド、フィリッパ、アンベルガとも表記） - オーベルニュ伯ギヨーム4世と結婚

2度目に、975年、トゥールーズ伯およびゴティア公レーモン5世と結婚した。レーモンは978年に死去した。二人の間には子供が少なくとも1人いる。
- ギヨーム3世 - トゥールーズ伯（978年 - 1037年）

3度目に、982年、後の西フランク王ルイ5世と結婚し、二人はアキテーヌ王として戴冠した。しかしこの結婚は後に解消された。
4度目に、984年頃、プロヴァンス伯ギヨーム1世と結婚した。
- コンスタンス[15] - フランス王ロベール2世と結婚[10]
- エルマンガルド - オーヴェルニュ伯ロベール1世と結婚[10]
- トタ＝アデライード - バザルー伯ベルナト1世と結婚[10]

最後にブルゴーニュ伯オット＝ギヨームと結婚したが、夫妻に子はいなかった。